# ستيفن بيس (لاعب كرة قدم)
ستيفن بيس (بالإنجليزية: Steven Pace)‏ هو لاعب كرة قدم أسترالي في مركز الدفاع، ولد في 6 مارس 1983 في ملبورن في أستراليا. لعب مع نادي جنوب ملبورن ونادي ملبورن فيكتوري.